# Mike Parsons
Mike Parsons (13 de març de 1965, Califòrnia) és un surfista patrocinat per l'empresa Billabong. Aquest surfista va ser remolcat per una ona de 66 peus a Cortes Banc (Califòrnia) el 2001, on fou premiat 66.000 dòlars, el premi més alt atorgat mai en la història de surf professional. És de fet més famós per muntar una ona de 64 peus durant una competició a l'ona de Jaws al nord de Maui (Hawaii). Va ser filmat per un helicòpter i utilitzat com l'escena d'obertura de la pel·lícula de 2003 anomenada Billabong Odyssey. El 20 de gener de 2013, Parsons va patir un trencament de la vèrtebra C7 al seu coll i gairebé es va ofegar mentre surfejava a l' Ocean Beach a San Francisco, Califòrnia. Mike va entrar al saló de la fama del surfista a la platja Huntington de Califòrnia el 2008.